# Свобода (Клинцовский район)
Свобода — опустевший поселок в Клинцовском районе Брянской области в составе  Коржовоголубовского сельского поселения.

## География
Находится в западной части Брянской области на расстоянии приблизительно 14 км на северо-восток по прямой от районного центра города Клинцы.

## История
Упоминался с 1920-х годов. На карте 1941 года показан как поселение с 30 дворами.

## Население
Численность населения: 7 человек (2002) , 2 человек (2010), 0 человек (2013), 0 человек (2017), 0 человек (2021).
Будет упразднен как фактически не существующий в связи с переселением всех жителей на постоянное место жительства в другие населённые пункты.